# 李忠成
李 忠成（り ただなり、1985年12月19日 - ）は、東京都保谷市（現：西東京市）出身の元プロサッカー選手。現役時代のポジションはフォワード（センターフォワード、セカンドトップ）、ミッドフィールダー。元日本代表。

## 来歴

### プロ入り前
碧珍李氏の韓国籍の在日韓国人4世として生まれる。
名前はゴルファーの高橋勝成と陳志忠に由来する。韓国語名はイ・チュンソン（이충성、Lee Chung-Sung）。実家は西東京市田無で焼肉店を経営。経営者である父、李鉄泰（イ・チョルテ）も、かつて横浜トライスターSCでプレーしたサッカー選手（センターバック）という経歴を持つ。また、元サッカー北朝鮮代表の金鍾成は叔従父にあたる。韓国籍であったが、2007年に日本に帰化している。
4歳の時にサッカーを始める。東京朝鮮第九初級学校に在学し、地元・こみねFCに在籍。小学5年生で横河電機（現：東京武蔵野シティFC）ジュニアユースのセレクションに合格したため、6年生から同チームの練習に参加するようになる。練習生として出場したFC東京U-15との練習試合で活躍し、相手監督の柴田峡から勧誘を受けたが、地元の田無から江東区のFC東京深川グランドに通う負担を考え、中学時代は横河電機ジュニアユースでプレーした。
2001年、東京都立田無高等学校に入学と同時にFC東京U-18に加入。在籍時の3年連続で国体東京都選抜に選ばれ、2001年にはクラブユース選手権優勝、高円宮杯およびJユースカップ準優勝に貢献した。2002年、関東サッカーリーグ得点王に輝き、2003年にはプリンスリーグの優秀選手に選出された。

### FC東京
2004年、トップチームに昇格。この時、父・鉄泰はクラブから日本帰化の意思を問われていたが、忠成が成人して自身の意思で帰化の有無を決められるようになることを待つべきとの判断から、これを留保している。
同年に朴成華が指揮するU-19韓国代表候補に選ばれトレーニングキャンプに参加する。この際、在日韓国人をさげすむ「パン（半）チョッパリ」（半分日本人）という悪口まで耳にし、祖国での冷たい扱いにショックを受けた。プロ1年目となるFC東京では出場機会を得られず、何も通用しなかったと感じたため3年契約を結んでいたがシーズン終盤に自ら強化部長に「僕サッカー辞めます」と退団を志望した。一度サッカー選手を辞め、人間性を成長させるために大学へ行ってからもう一度プロに挑戦しようと決めて勉強を始めていたが、練習試合で対戦した柏レイソルのGMから直接誘いを受けたため環境を変えて選手を続ける決意をした。

### 柏レイソル
2005年に柏レイソルへ完全移籍。同年に柏はJ2へ降格するが、主力選手の多くが退団したこともあり、2006年にはレギュラーに定着し、プロA契約を締結。2006年から柏で付けていた背番号20番は、元韓国代表および元柏の洪明甫が付けていた番号で、李自身や柏にとって特別な番号として捉えていた。
同2006年、「大舞台で得点し、世界に在日韓国人の可能性をアピールしたい」と日本代表入りを希望。U-22日本代表監督反町康治からの勧誘もあって日本への帰化を決意し、2006年9月22日に申請し2007年2月9日に認められた。
日本名は通名の大山忠成あるいは橋本忠成も考えていたが「韓国姓を隠す必要がないことを示したい」との理由から、李忠成とした。また自身は「五輪がなければ国籍変更していない」 とも語っている。日本に帰化をしようとしたら親戚から猛反対され迷っていたが、母親から「思いを貫け」と言われたことで帰化を決意した。6日後の2月15日に、北京オリンピックアジア予選に臨むU-22日本代表メンバーに追加招集された。
J1復帰を果たした2007年には、FWフランサとの好連携から10得点を挙げ、柏のエース格となる。2008年には北京オリンピック本大会に日本代表として出場を果たしものの、柏では北京五輪出場など過密日程からくる疲労に負傷も重なり、4得点に終わる。2009年、試合にこそコンスタントに出場するものの、ネルシーニョへの監督交代後はベンチ入りもままならなかった。

### サンフレッチェ広島
移籍期限が迫る2009年8月26日、怪我人などで前線の駒不足に陥っていたサンフレッチェ広島F.Cへ完全移籍した。移籍金は3,000万円（推定）。広島移籍は「広島のサッカーが好き」という理由と、Jリーグ草創期の小学校低学年で"血"を強く意識し憧れた盧廷潤が在籍したチームということもあるという。背番号は広島でも20番を希望したが、すでに使用されていたため、かつて盧が付けていた9番を選んだ。しかし、広島移籍後は佐藤寿人の前にほとんどが途中出場で、得点を挙げられなかった。
翌2010年4月13日ACL2010山東魯能戦において広島での公式戦初得点を挙げるものの、その後一時はベンチ入りさえままならなかった。同年9月、佐藤及び山崎雅人の怪我による離脱に伴い先発メンバーに抜擢されると、リーグ戦5試合連続得点をマークするなどシーズン終了までリーグ戦12試合で11得点、また同年のナビスコカップ決勝戦においてもチームは敗れたが得点を挙げるなどゴールを量産した。
同年オフ、AFCアジアカップ2011に臨む日本代表に初選出。2011年1月9日のグループリーグ第1戦ヨルダン戦の後半開始から途中出場で国際Aマッチ初出場を果たした。1月29日の決勝戦オーストラリア戦では、延長前半9分から途中出場し、0対0で迎えた同後半4分に長友佑都からのクロスをボレーシュートで合わせ代表初ゴールを挙げる。これが決勝点となり、日本代表は同大会で史上最多となる通算4度目の優勝を成し遂げた。2011年のリーグ戦でも好調を維持し、リーグ3位タイの15得点を挙げ優秀選手賞を受賞。

### サウサンプトンFC
2012年1月25日、イングランド2部・フットボールリーグ・チャンピオンシップのサウサンプトンFCへ完全移籍。1月31日、ホームでのカーディフ・シティFC戦でリーグ戦初出場を果たした。2月18日、ダービー・カウンティFC戦で移籍後初得点を決めた。その後もアシストを記録するなど首位争いを続けるチームに貢献していたが、3月末に右足靱帯損傷により全治4〜6か月と診断された。5月、クラブの年間表彰式でダービー戦の移籍後初得点が年間最優秀ゴール賞に選出された。
2012-13シーズン、チームがプレミアリーグに昇格するも、李を高評価していたナイジェル・アドキンス監督が退任したこともあってリーグ戦では全く出場できず、カップ戦のみに出場に留まった。後に本人が語ったところでは、靭帯損傷から復帰した後もトップチームはおろかユースチームの練習にも参加させてもらえず、チームからはグラウンドの使用許可すら出ず「そのへんの公園で（チーム構想から溢れた）数人での練習を指示された」といい、そのような待遇を「選手の方から（チームを）辞めさせる手段」だと振り返っている。

### FC東京へ復帰
2013年2月、FC東京への期限付き移籍が発表された。U-18でも背負ったFC東京のエースナンバー「11」を背負い、監督のランコ・ポポヴィッチからは能力を高く評価されていたものの、怪我明けで完調までには時間が必要であるという判断から、先発レギュラーには据えられず、途中交代での出場機会が主となった。徐々にチームにフィットし、FC東京からは完全移籍を打診されたが、短期契約の中で結果を求めていた李にとっては、ポポヴィッチの起用法は不完全燃焼となるもので、この打診を固辞。同年6月、期限付き移籍期間満了による退団が発表された。

### サウサンプトン復帰
2013年9月に発表されたクラブのプレミアリーグ2013-14シーズンのメンバーに登録された。だが前シーズン同様カップ戦のみの出場に終わり、2014年1月に契約が解除された。

### 浦和レッズ
2014年1月、得点力を買われ、浦和レッズへ完全移籍。同年はターゲット役としてチーム最多の敵陣空中戦数を記録した。同年発生した差別横断幕事件には浦和退団を考えるほどの大きなショックを受けたが、浦和レッズが「結果的に（李を退団に追いやるという）差別を許してしまったクラブ」という目で見られてしまうのではないかという憂慮から、残留を決めた。
2015年は中々コンディションが整わなかったが、同年末の第95回天皇杯全日本サッカー選手権大会では運動量豊富にチャンスに絡み4回戦、準々決勝、準決勝と3戦連続得点し9年ぶりの決勝進出に貢献した。
2016年は開幕から好調を維持し、4月には猛烈なプレッシングとチームを勢いづかせるゴールが認められ、同月度の月間MVPを受賞。自身の希望するセンターフォワードでプレーできないもどかしさを抱えながらも、通年では5年ぶりにリーグ戦での2桁得点を達成。また、同年のJリーグカップ決勝・ガンバ大阪戦では途中出場から同点のヘディングシュートを決め、PK戦で勝利。大会MVPを受賞した。

### 横浜F・マリノス
2018年12月27日、横浜F・マリノスへ完全移籍。しかしエリキやエジガル・ジュニオなど外国人FWの壁は高く、シーズン通して出場は途中出場10試合に留まった。

### 京都サンガF.C.
2019年12月29日、京都サンガF.C.へ完全移籍。

### アルビレックス新潟シンガポール
2021年12月28日、アルビレックス新潟シンガポールへ完全移籍。移籍1年目からリーグ戦22試合に出場、10得点をあげた。
2023年9月14日、今季限りでの現役引退を発表し「いつも誰かに支えられて本当に素晴らしいサッカー人生を送ることができました」とコメントを残した。

## プレースタイル
豊富な運動量で前線から激しいプレッシングをかけ、機敏な動きと溢れる闘争心でゴールに迫る泥臭いストライカー。日本人ストライカーには稀有な左利きであり、ウイングでも機能する、闘えるフォワードでもある。

## 人物
2020年1月4日にモデルの樋場早紀との結婚を発表。同日に結婚披露宴を行った。後に離婚した。
2024年12月27日に再婚を発表。

## 所属クラブ
- こみねFC（東京朝鮮第九初級学校[38]）
- 1998年 - 2000年 横河電機ジュニアユース（保谷市立柳沢中学校[38]）
- 2001年 - 2003年 FC東京U-18（都立田無高[16]）
- 2004年 FC東京
- 2005年 - 2009年8月 柏レイソル
- 2009年8月 - 2011年 サンフレッチェ広島F.C
- 2012年1月 - 2014年1月 サウサンプトンFC
  - 2013年2月[55] - 同年6月 FC東京（期限付き移籍）
- 2014年 - 2018年 浦和レッズ
- 2019年 横浜F・マリノス
- 2020年 - 2021年 京都サンガF.C.
- 2022年 - 2023年 アルビレックス新潟シンガポール

## 個人成績
| 国内大会個人成績 | 国内大会個人成績 | 国内大会個人成績 | 国内大会個人成績 | 国内大会個人成績 | 国内大会個人成績 | 国内大会個人成績 | 国内大会個人成績 | 国内大会個人成績 | 国内大会個人成績 | 国内大会個人成績 | 国内大会個人成績 |
| 年度             | クラブ           | 背番号           | リーグ           | リーグ戦         | リーグ戦         | リーグ杯         | リーグ杯         | オープン杯       | オープン杯       | 期間通算         | 期間通算         |
| 年度             | クラブ           | 背番号           | リーグ           | 出場             | 得点             | 出場             | 得点             | 出場             | 得点             | 出場             | 得点             |
| 日本             | 日本             | 日本             | 日本             | リーグ戦         | リーグ戦         | リーグ杯         | リーグ杯         | 天皇杯           | 天皇杯           | 期間通算         | 期間通算         |
| ---------------- | ---------------- | ---------------- | ---------------- | ---------------- | ---------------- | ---------------- | ---------------- | ---------------- | ---------------- | ---------------- | ---------------- |
| 2004             | FC東京           | 27               | J1               | 0                | 0                | 0                | 0                | 0                | 0                | 0                | 0                |
| 2005             | 柏               | 25               | J1               | 8                | 0                | 3                | 0                | 0                | 0                | 11               | 0                |
| 2006             | 柏               | 20               | J2               | 31               | 8                | -                | -                | 0                | 0                | 31               | 8                |
| 2007             | 柏               | 20               | J1               | 30               | 10               | 5                | 0                | 1                | 0                | 36               | 10               |
| 2008             | 柏               | 20               | J1               | 19               | 4                | 4                | 0                | 4                | 1                | 27               | 5                |
| 2009             | 柏               | 20               | J1               | 20               | 2                | 5                | 3                | -                | -                | 25               | 5                |
| 2009             | 広島             | 9                | J1               | 8                | 0                | -                | -                | 2                | 0                | 10               | 0                |
| 2010             | 広島             | 9                | J1               | 30               | 11               | 3                | 2                | 2                | 0                | 35               | 13               |
| 2011             | 広島             | 9                | J1               | 32               | 15               | 1                | 0                | 0                | 0                | 33               | 15               |
| イングランド     | イングランド     | イングランド     | イングランド     | リーグ戦         | リーグ戦         | FLカップ         | FLカップ         | FAカップ         | FAカップ         | 期間通算         | 期間通算         |
| 2011-12          | サウサンプトン   | 19               | FLC              | 7                | 1                | -                | -                | 2                | 0                | 9                | 1                |
| 2012-13          | サウサンプトン   | 19               | プレミア         | 0                | 0                | 2                | 1                | 1                | 0                | 3                | 1                |
| 日本             | 日本             | 日本             | 日本             | リーグ戦         | リーグ戦         | リーグ杯         | リーグ杯         | 天皇杯           | 天皇杯           | 期間通算         | 期間通算         |
| 2013             | FC東京           | 11               | J1               | 13               | 4                | 6                | 2                | -                | -                | 19               | 6                |
| イングランド     | イングランド     | イングランド     | イングランド     | リーグ戦         | リーグ戦         | FLカップ         | FLカップ         | FAカップ         | FAカップ         | 期間通算         | 期間通算         |
| 2013-14          | サウサンプトン   | 19               | プレミア         | 0                | 0                | 2                | 0                | 0                | 0                | 2                | 0                |
| 日本             | 日本             | 日本             | 日本             | リーグ戦         | リーグ戦         | リーグ杯         | リーグ杯         | 天皇杯           | 天皇杯           | 期間通算         | 期間通算         |
| 2014             | 浦和             | 20               | J1               | 34               | 6                | 8                | 3                | 2                | 1                | 44               | 10               |
| 2015             | 浦和             | 20               | J1               | 24               | 2                | 2                | 1                | 4                | 3                | 30               | 6                |
| 2016             | 浦和             | 20               | J1               | 32               | 10               | 5                | 2                | 1                | 0                | 38               | 12               |
| 2017             | 浦和             | 20               | J1               | 21               | 3                | 1                | 0                | 0                | 0                | 22               | 3                |
| 2018             | 浦和             | 20               | J1               | 20               | 3                | 8                | 2                | 2                | 0                | 30               | 5                |
| 2019             | 横浜FM           | 20               | J1               | 10               | 1                | 4                | 1                | 0                | 0                | 14               | 2                |
| 2020             | 京都             | 20               | J2               | 5                | 0                | -                | -                | -                | -                | 5                | 0                |
| 2021             | 京都             | 20               | J2               | 17               | 0                | -                | -                | 3                | 2                | 20               | 2                |
| シンガポール     | シンガポール     | シンガポール     | シンガポール     | リーグ戦         | リーグ戦         | リーグ杯         | リーグ杯         | シンガポール杯   | シンガポール杯   | 期間通算         | 期間通算         |
| 2022             | 新潟S            | 19               | プレミア         | 22               | 10               | -                | -                | 6                | 1                | 28               | 11               |
| 2023             | 新潟S            | 19               | プレミア         | 23               | 11               | -                | -                | 4                | 0                | 27               | 11               |
| 通算             | 日本             | 日本             | J1               | 301              | 71               | 55               | 16               | 18               | 5                | 374              | 92               |
| 通算             | 日本             | 日本             | J2               | 53               | 8                | -                | -                | 3                | 2                | 56               | 10               |
| 通算             | イングランド     | イングランド     | プレミア         | 0                | 0                | 4                | 1                | 1                | 0                | 5                | 1                |
| 通算             | イングランド     | イングランド     | FLC              | 7                | 1                | -                | -                | 2                | 0                | 9                | 1                |
| 通算             | シンガポール     | シンガポール     | プレミア         | 45               | 21               | -                | -                | 10               | 1                | 55               | 22               |
| 総通算           | 総通算           | 総通算           | 総通算           | 406              | 101              | 59               | 17               | 34               | 8                | 499              | 126              |

その他の公式戦
- 2005年
  - J1・J2入れ替え戦 1試合0得点
- 2015年
  - スーパーカップ 1試合0得点
  - Jリーグチャンピオンシップ 1試合0得点
- 2016年
  - Jリーグチャンピオンシップ 1試合0得点
- 2017年
  - スーパーカップ 1試合0得点

| 国際大会個人成績 | 国際大会個人成績 | 国際大会個人成績 | 国際大会個人成績 | 国際大会個人成績 | FIFA      | FIFA      |
| 年度             | クラブ           | 背番号           | 出場             | 得点             | 出場      | 得点      |
| AFC              | AFC              | AFC              | ACL              | ACL              | クラブW杯 | クラブW杯 |
| ---------------- | ---------------- | ---------------- | ---------------- | ---------------- | --------- | --------- |
| 2010             | 広島             | 9                | 6                | 3                | -         | -         |
| 2015             | 浦和             | 20               | 5                | 0                | -         | -         |
| 2016             | 浦和             | 20               | 5                | 2                | -         | -         |
| 2017             | 浦和             | 20               | 10               | 4                | 0         | 0         |
| 通算             | AFC              | AFC              | 26               | 9                | 0         | 0         |

出場歴
- 2005年7月10日：Jリーグ初出場 - J1第15節 vsガンバ大阪 (万博記念競技場)[11]
- 2006年4月22日：J2初得点 - J2第11節 vsコンサドーレ札幌 (函館市千代台公園陸上競技場)[11]
- 2007年3月17日：J1初得点 - J1第3節 vs清水エスパルス (静岡市清水日本平運動公園球技場)
- 2010年8月15日：J1 100試合出場 - J1第18節 vs川崎フロンターレ (等々力陸上競技場)
- 2012年1月31日：フットボールリーグ・チャンピオンシップ初出場 - vsカーディフ・シティFC (セント・メリーズ・スタジアム)[50]
- 2012年2月18日：フットボールリーグ・チャンピオンシップ初得点 - vsダービー・カウンティFC (セント・メリーズ・スタジアム)[11]
- 2015年4月29日：J1 200試合出場 - J1 1st第8節 vsヴァンフォーレ甲府 (山梨中銀スタジアム)

## タイトル

### クラブ
FC東京U-18
- 日本クラブユースサッカー選手権 (U-18)大会：1回（2001年）

FC東京
- Jリーグカップ：1回（2004年）

浦和レッズ
- J1リーグ 1stステージ：1回（2015年）
- J1リーグ 2ndステージ：1回（2016年）
- Jリーグカップ：1回（2016年）
- 天皇杯 JFA 全日本サッカー選手権大会：1回（2018年）
- AFCチャンピオンズリーグ：1回（2017年）
- スルガ銀行チャンピオンシップ：1回（2017年）

横浜F・マリノス
- J1リーグ：1回（2019年）

アルビレックス新潟シンガポール
- シンガポールプレミアリーグ：2回（2022年、2023年）
- シンガポール・チャリティーシールド：1回（2023年）

### 代表
- AFCアジアカップ：1回（2011年）

### 個人
- 高円宮杯U-18サッカーリーグ プリンスリーグ関東 得点王：1回（2002年）
- 高円宮杯U-18サッカーリーグ プリンスリーグ関東 優秀選手：1回（2003年）
- Jリーグ優秀選手賞：1回（2011年）
- J1リーグ月間MVP：1回（2016年4月[73]）
- J1リーグ月間ベストゴール：1回（2014年4月）
- Jリーグカップ 最優秀選手賞：1回（2016年[74]）

## 代表歴

### 出場大会
- U-22日本代表
- U-23日本代表
  - 2008年 - 北京オリンピック
- 日本代表
  - 2011年 - AFCアジアカップ2011

### 試合数
- 国際Aマッチ 11試合 2得点 (2011年 - 2012年)[8]

| 日本代表 | 国際Aマッチ | 国際Aマッチ |
| 年       | 出場        | 得点        |
| -------- | ----------- | ----------- |
| 2011     | 10          | 2           |
| 2012     | 1           | 0           |
| 通算     | 11          | 2           |

### 出場
| No. | 開催日         | 開催都市     | スタジアム                           | 対戦国                 | 結果 | 大会                                   |
| --- | -------------- | ------------ | ------------------------------------ | ---------------------- | ---- | -------------------------------------- |
| 1.  | 2011年1月9日   | ドーハ       | カタールSCスタジアム                 | ヨルダン               | △1-1 | AFCアジアカップ2011                    |
| 2.  | 2011年1月29日  | ドーハ       | ハリファインターナショナルスタジアム | オーストラリア         | ○1-0 | AFCアジアカップ2011                    |
| 3.  | 2011年6月1日   | 新潟         | 東北電力ビッグスワンスタジアム       | ペルー                 | △0-0 | キリンカップサッカー2011               |
| 4.  | 2011年6月7日   | 横浜         | 横浜国際総合競技場                   | チェコ                 | △0-0 | キリンカップサッカー2011               |
| 5.  | 2011年8月10日  | 札幌         | 札幌ドーム                           | 韓国                   | ○3-0 | キリンチャレンジカップ2011             |
| 6.  | 2011年9月2日   | さいたま     | 埼玉スタジアム2002                   | 朝鮮民主主義人民共和国 | ○1-0 | 2014 FIFAワールドカップ・アジア3次予選 |
| 7.  | 2011年9月6日   | タシュケント | パフタコール・マルカジイ・スタジアム | ウズベキスタン         | △1-1 | 2014 FIFAワールドカップ・アジア3次予選 |
| 8.  | 2011年10月7日  | 神戸         | ホームズスタジアム神戸               | ベトナム               | ○1-0 | キリンチャレンジカップ2011             |
| 9.  | 2011年10月11日 | 大阪         | 大阪長居スタジアム                   | タジキスタン           | ○8-0 | 2014 FIFAワールドカップ・アジア3次予選 |
| 10. | 2011年11月15日 | 平壌         | 金日成競技場                         | 朝鮮民主主義人民共和国 | ●0-1 | 2014 FIFAワールドカップ・アジア3次予選 |
| 11. | 2012年2月29日  | 豊田         | 豊田スタジアム                       | ウズベキスタン         | ●0-1 | 2014 FIFAワールドカップ・アジア3次予選 |

### ゴール
| No. | 開催日        | 開催都市 | スタジアム                           | 対戦国         | 結果 | 大会                       |
| --- | ------------- | -------- | ------------------------------------ | -------------- | ---- | -------------------------- |
| 1.  | 2011年1月29日 | ドーハ   | ハリファインターナショナルスタジアム | オーストラリア | ○1-0 | AFCアジアカップ2011        |
| 2.  | 2011年10月7日 | 神戸     | ホームズスタジアム神戸               | ベトナム       | ○1-0 | キリンチャレンジカップ2011 |